# بنگاه حمایت مادران و نوزادان

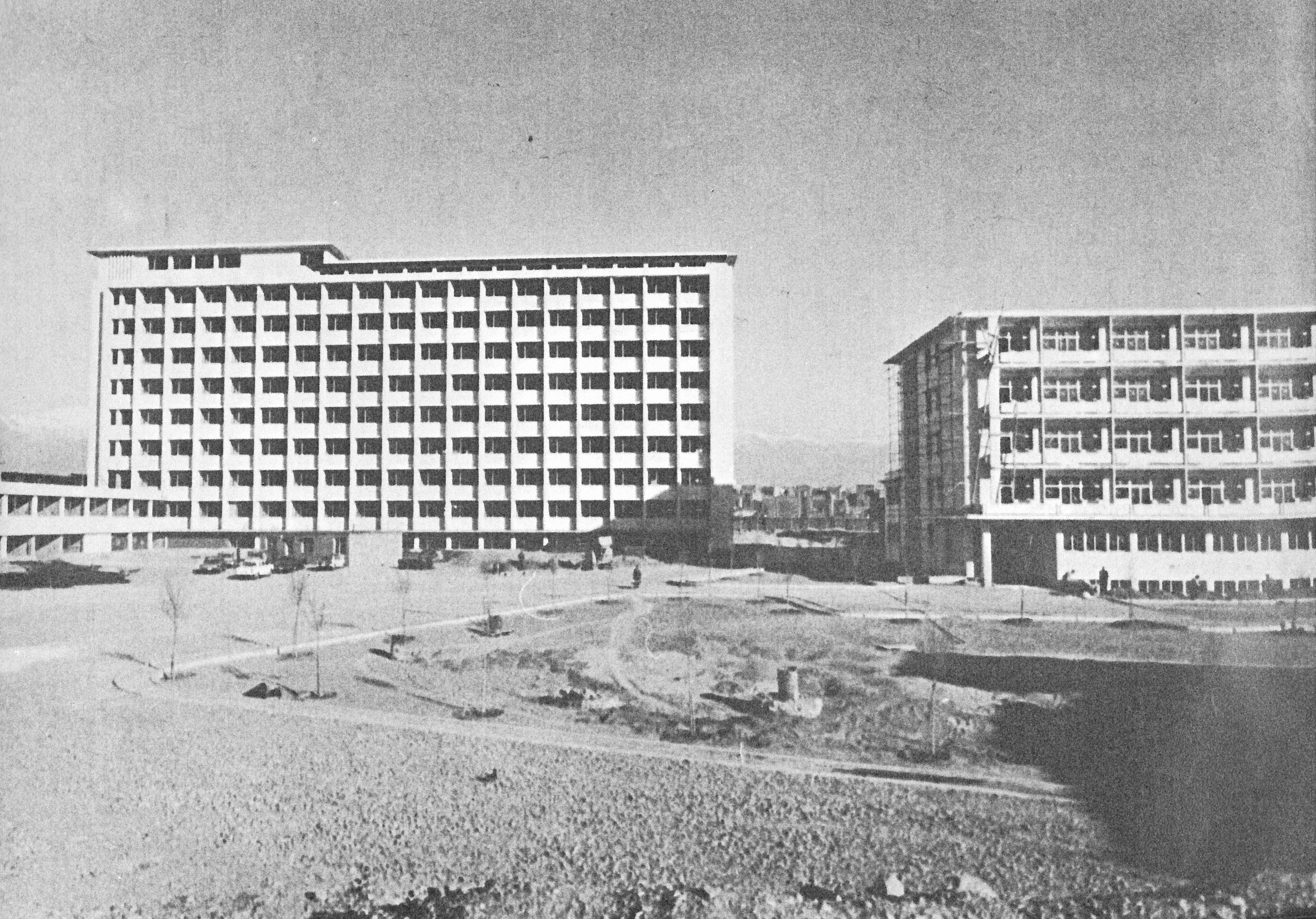
زایشگاه تهران هزار تختخوابی در نظام آباد

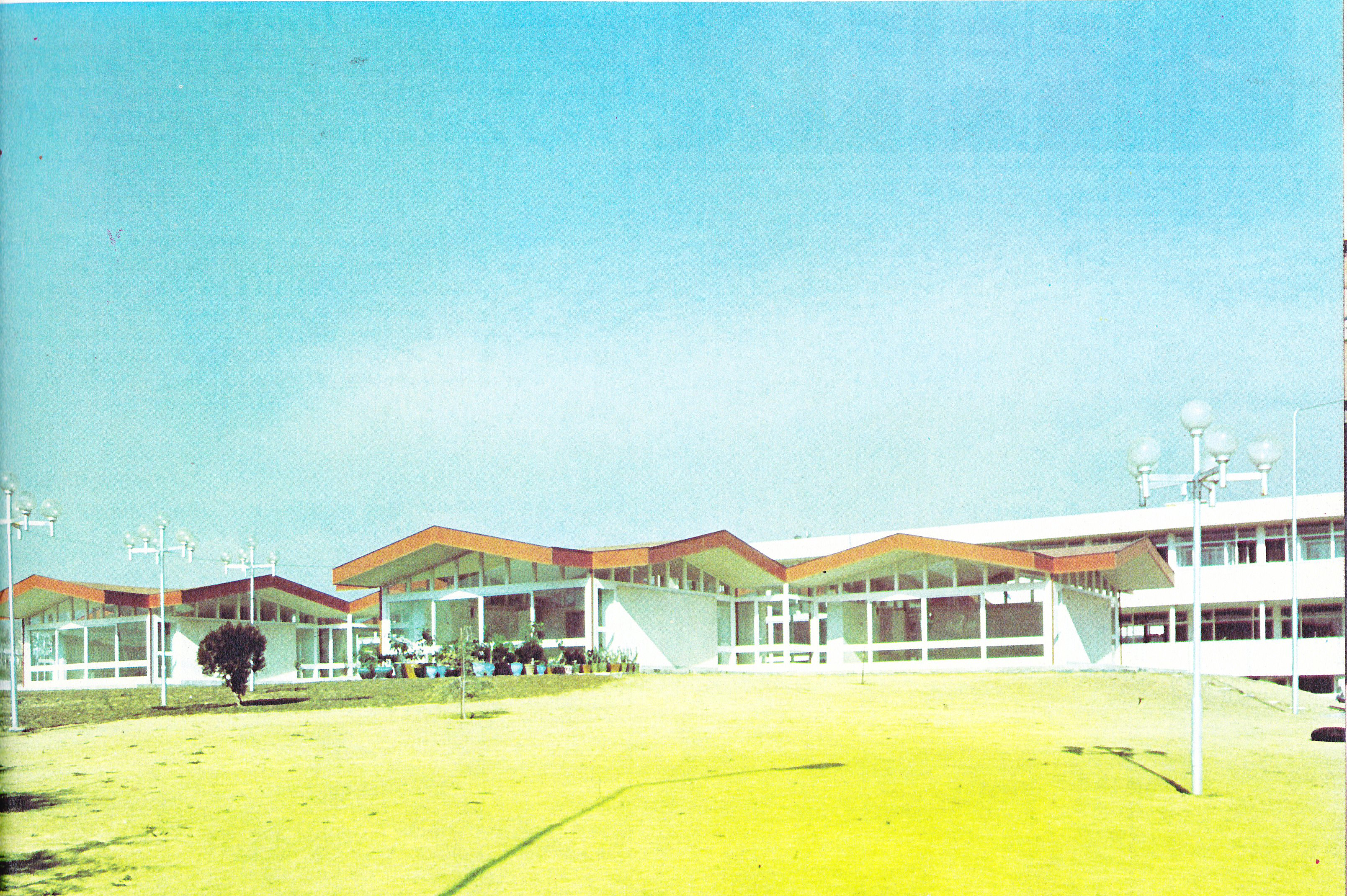
شیرخوارگاه شماره۱

بنگاه حمایت مادران و نوزادان از باسابقه‌ترین نهادهای نیکوکاری ایران است که در ۲۵ آذر ۱۳۱۹ تحت ریاست عالیه فوزیه پهلوی بنیان نهاده شد. این نهاد تا سال ۱۳۲۴ زیر نظر ملکه فوزیه اداره می‌شد. پیش از انقلاب ۱۳۵۷، ۲۵ آذر در تقویم ملی ایران به‌عنوان روز مادر شناخته می‌شد.
بنگاه از سال ۱۳۳۸ فعالیت‌های خود را گسترش داد. ریاست این بنگاه را فرح پهلوی بر عهده داشت. این بنگاه از سال ۱۳۴۲ و ۱۳۴۳ به ایجاد زایشگاه‌های نوین و رایگان در شهرهای دوردست و روستاهای دور و نزدیک و هم چنین ایجاد آموزشگاه‌های مامایی و آموزشگاه‌های بهیاری پرداخت.
از آغاز انقلاب شاه و مردم تا پایان دهه نخستین آن اقدامات دیگری در زمینه‌های مختلف پزشکی و درمانی و بهداشتی اجتماعی و نیز آموزشی و تربیتی داشته که همه آن‌ها به‌طور رایگان در راه حفظ مادران و نوزادان قرار می‌گیرد.

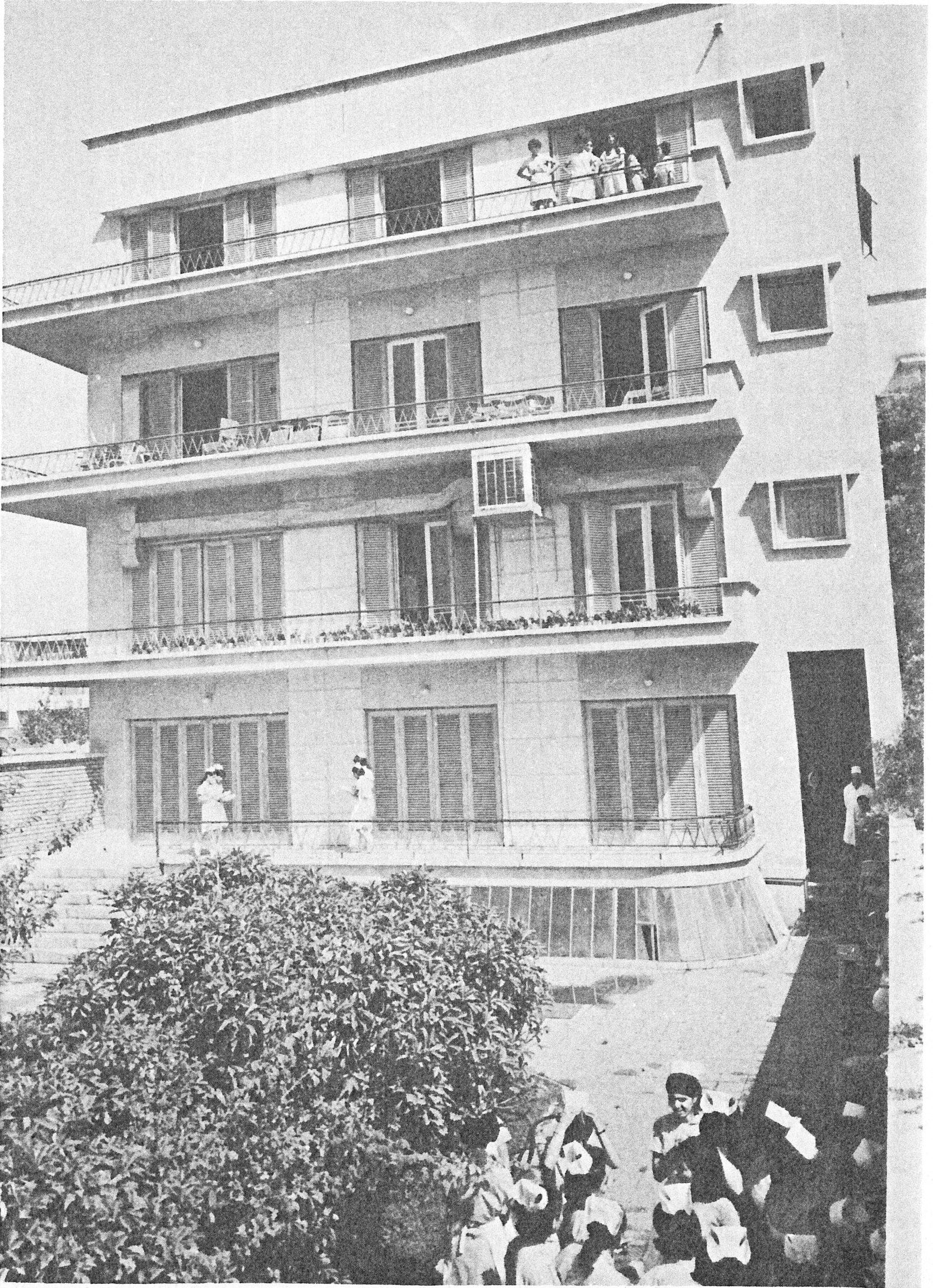
آموزشگاه بهیاری فرح

از جمله این فعالیت‌ها بنیاد بخش بهداشت و تنظیم خانواده بنگاه می‌باشد؛ که از سال ۱۳۴۶ برنامه اساسی خود را آغاز نمود. مددکاران و مددیارانی که در آموزشگاه بهیاری فرح آموزش یافته‌اند به خانه‌های مادران بستری در زایشگاه‌های بنگاه می‌روند و راهنمایی‌های لازم را برای استفاده از راه‌های جلوگیری و پیشگیری از بارداری‌های پی در پی و هم چنین در طرز درست نگهداری از نوزاد خود و تغذیه درست و برنامه‌های بعدی مایه کوبی را به آن‌ها می‌آموزند.
آموزشگاه مامایی بنگاه حمایت مادران و نوزادان در سال ۱۳۴۳ گشایش یافت. هدف این آموزشگاه تربیت کادر مامایی برای خدمت در زایشگاه فرح و دیگر زایشگاه‌های بنگاه، سازمانهای خیریه و بیمارستانهای دولتی در تهران و شهرستان‌ها و روستاها می‌فرستد.
آموزشگاه بهیاری فرح آموزشگاهی است وابسته به بنگاه که از سال۱۳۳۶ بنیان شد. هر سال این آموزشگاه بهیار مورد نیاز بخش‌های زایشگاه‌های بنگاه و بهیار برای کادر پزشکی دیگر سازمان‌های خیریه و بیمارستان‌های وابسته به دولت یا بخش خصوصی را تربیت می‌کند.
زایشگاه تهران یا زایشگاه فرح دارای دویست و پنجاه تخت برای مادران و دویست و پنجاه تخت برای نوزادان است و پر مراجعه‌ترین زایشگاه می‌باشد. هر ده دقیقه به‌طور میانگین یک نوزاد در این زایشگاه چشم به دنیا می‌گشاید. همه خدمات در همه زایشگاه‌های بنگاه رایگان است و به علاوه مادر و نوزاد نیز سلامت به منزلشان با خود روی زایشگاه بازمی‌گردند.
زایشگاه هزار تختخوابی نظام آباد در شمال شرقی تهران که در کنار آن مرکز ویژه آموزشگاه‌های مامایی و بهیاری ساخته شده‌است. ساختمان این زایشگاه در زمینی به مساحت چهل و سه هزار متر مربع بنا گردیده و یازده طبقه دارد. این زایشگاه بسیار مجهز است و برای زایمان‌های غیرطبیعی و جراحی‌های زایمان‌های غیرطبیعی از متخصص‌ها و بهترین دستگاه‌ها استفاده می‌شود.
زایشگاه خیابان پاستور تهران و دیگر زایشگاه‌های ساخته شده در شهرها و روستاهای ایران همانند سرخس، چادگان، چالشتر، ایذه، قروه، بابل، ایرانشهر، رشت و ساوه و غیره شبانه‌روزی و به رایگان با همه امکانات در خدمت مادران و نوزادان این شهرها و شهرک‌ها و دهات اطراف آن می‌باشند.